# هجمه (روستا)
 هجمه  به عربی ( الهَجمَة )، روستای است در ناحیهٔ (قیفة)، در شمال غربی شهر (رداع)، از توابع استان تَعِز در کشور یمن در شبه جزیره عربستان است. 
جمعیت آن ۲۲۲ نفر (۱۶ خانوار) می‌باشد.